# 1106

## Události
- 28. září – bitva u Tinchebray, vítězství anglického krále Jindřicha I. nad normandským vévodou Robert II. (oba synové Viléma Dobyvatele)

## Narození
- ? – Konrád II. Lucemburský, lucemburský hrabě († 1136)
- ? – Minamoto Jorimasa, japonský samurajský velitel († 1180)
- ? – Alexios Komnenos, byzantský císař († 2. srpna 1142)

## Úmrtí
- 19. května – Geoffroy IV. z Anjou, francouzský hrabě (* 1073)
- 7. srpna – Jindřich IV., císař Svaté říše římské (* 11. listopadu 1050)

## Hlavy států
- České knížectví – Bořivoj II.
- Svatá říše římská – Jindřich IV. – Jindřich V.
- Papež – Paschalis II.
- Anglické království – Jindřich I. Anglický
- Francouzské království – Filip I.
- Polské knížectví – Zbygněv – Boleslav III. Křivoústý
- Uherské království – Koloman
- Byzantská říše – Alexios I. Komnenos
- Jeruzalémské království – Balduin I.